# Putting Holes in Happiness
Putting Holes in Happiness è una canzone di Marilyn Manson. È il secondo ed ultimo singolo estratto dall'album Eat Me, Drink Me; Il singolo è stato pubblicato il 19 ottobre 2007.

## Tracce
Promo singolo
1. "Putting Holes In Happiness" (Radio Edit) — 3:57
2. "Putting Holes In Happiness" (Album Version) — 4:31

Album singolo
1. "Putting Holes In Happiness" (Album Version) — 4:31
2. "Putting Holes In Happiness" (Boys Noize Remix) — 5:38
3. "Putting Holes In Happiness" (Guitar Hero Remix by Nick Zinner) — 3:44
4. "Putting Holes In Happiness" (Video) — 4:00

## Remix
1. "Putting Holes In Happiness" (Boys Noize Remix)
2. "Putting Holes In Happiness" (Ginger Fish Remix)
3. "Putting Holes In Happiness" (Nick Zinner Remix – Guitar Hero III: Legends of Rock)
4. "Putting Holes In Happiness" (Robots to Mars Remix)
5. "Putting Holes In Happiness" (DJ Eric Ill & Scott Orlans Mix)